# Christuskirche (Karlshuld)
Die evangelische Christuskirche befindet sich in Karlshuld, Augsburger Straße 31.

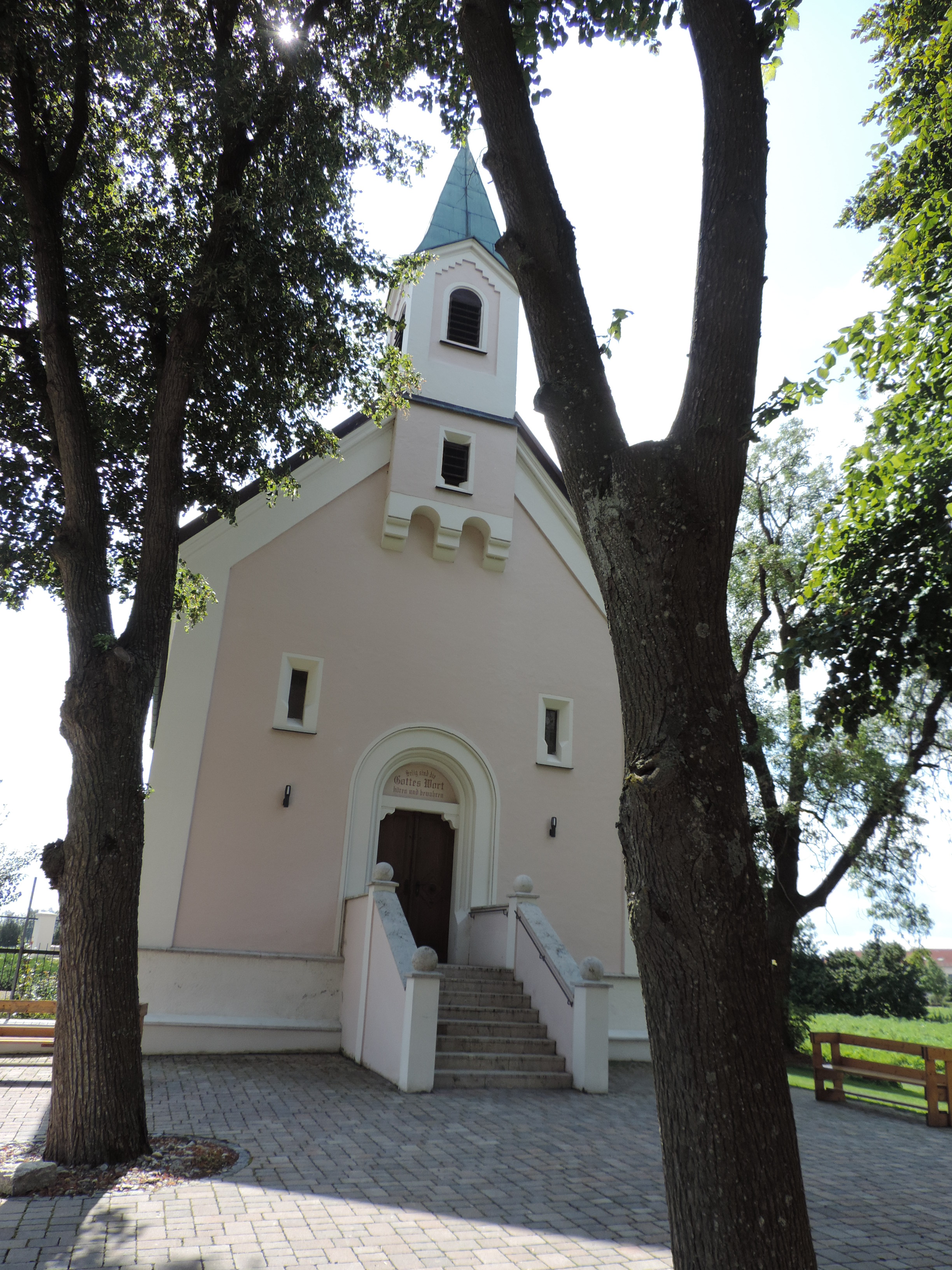
Blick von Norden auf die Christuskirche

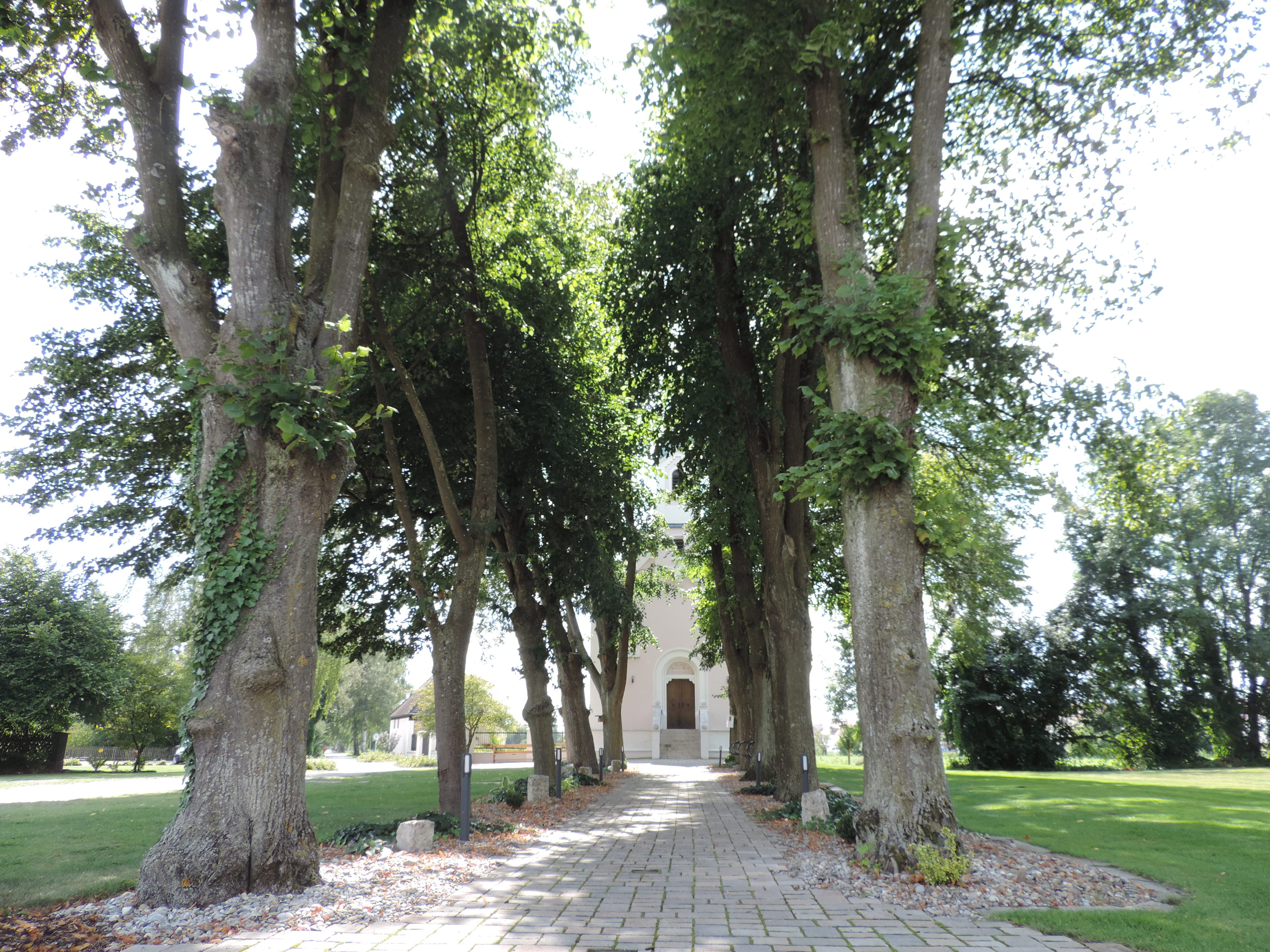
Eine kleine Lindenallee säumt den Weg zur Christuskirche

## Geschichte

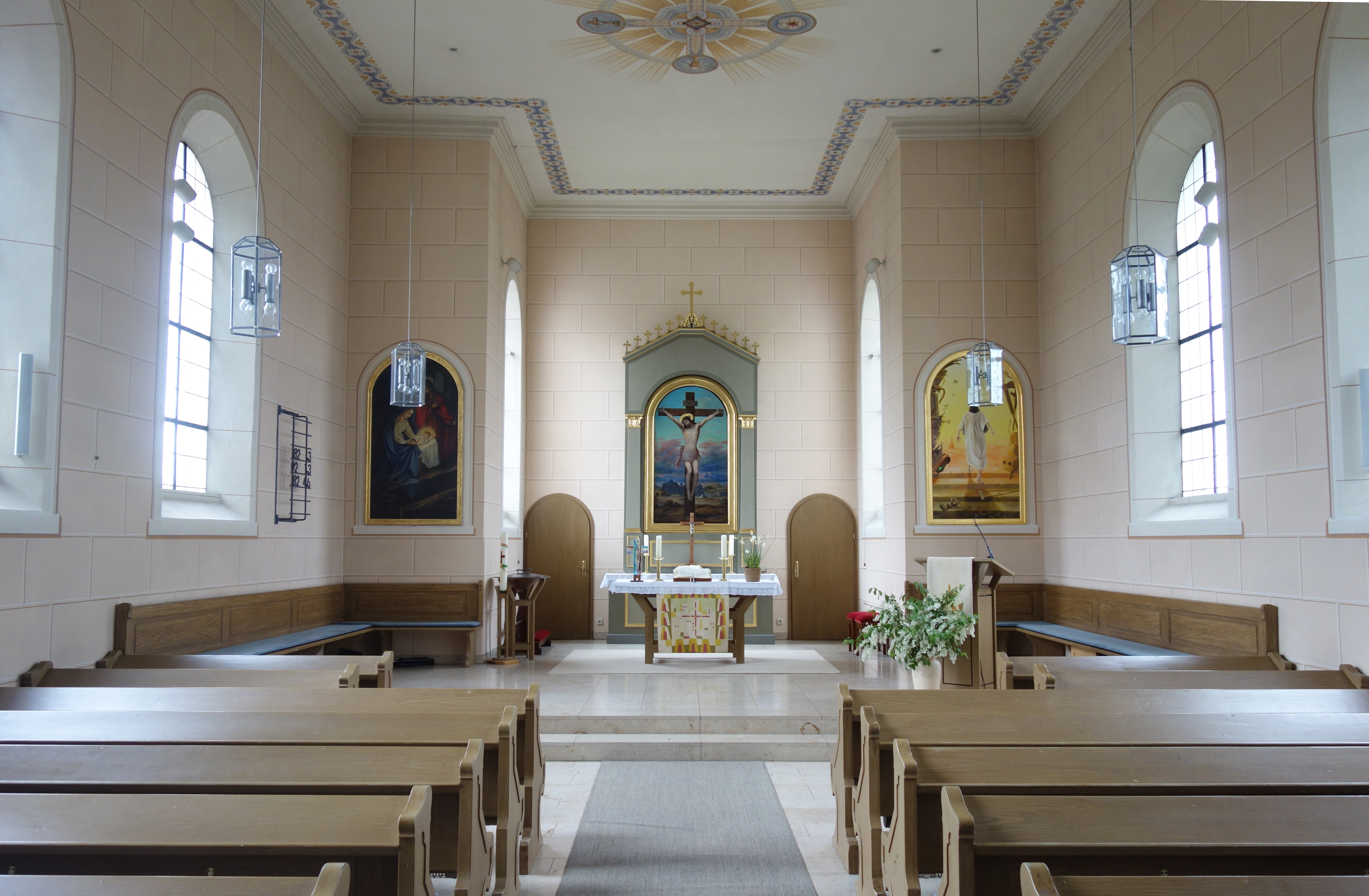
Blick auf den Altar

Die evangelischen Christen in Karlshuld erhielten erstmals 1832 eine sogenannte Scheunenkirche. Das heutige sakrale Gebäude, eine Saalkirche mit kleinem Dachreiter, wurde 1846/47 erbaut und am 21. November 1847 durch Dekan August Bomhard aus Augsburg feierlich eingeweiht. Stilistisch ist die Kirche schwer einzuordnen. Der klassizistische Einfluss dürfte am Stärksten sein, mit Tendenz zum Historismus. Für letztgenannte Stilrichtung  sprechen die runden Fenster und Türbögen. Das Langhaus der Kirche mit seinen Rundbogenfenstern entspricht doch weitgehend der Normalkirche Schinkels. 1988 wurde die Kirche erweitert und renoviert. Dabei wurde die Ausmalung in den Originalzustand zurückversetzt.

## Orgel

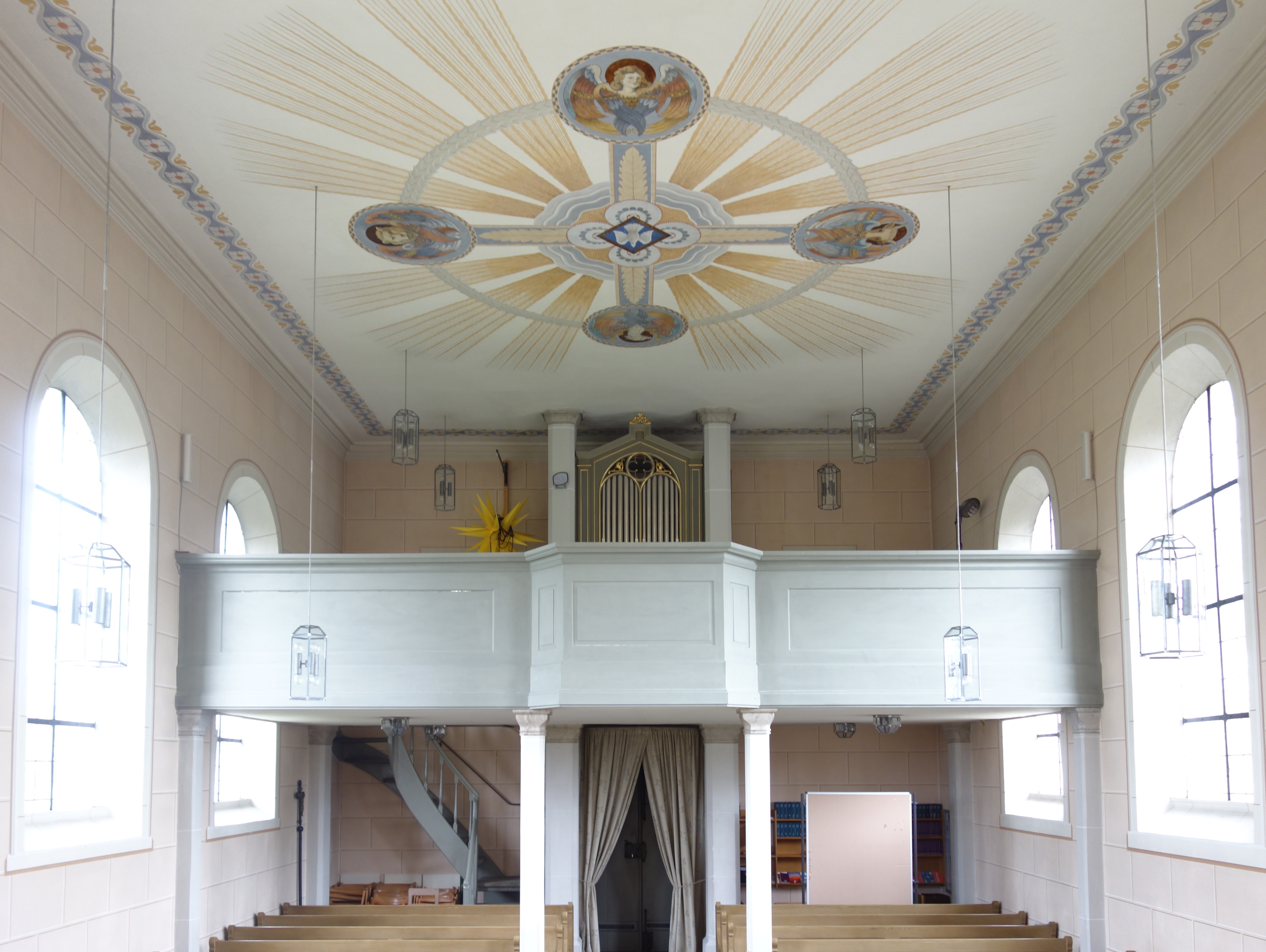
Blick auf die Orgelempore

Die Orgel mit 6 Registern auf einem Manual und Pedal wurde von Günter Ismayr im Jahr 1974 neu gebaut. Die Disposition lautet:
| Manual C–g3 |    |
| Gedackt     | 8′ |
| Rohrflöte   | 4′ |
| Prinzipal   | 4′ |
| Oktave      | 2′ |
| Mixtur III  |    |

| Pedal C–d1 |     |
| Subbaß     | 16′ |

- Bemerkungen: Schleiflade, mechanische Spiel- und Registertraktur
- Koppeln: M/P